# Spilosoma sulphurea
Spilosoma sulphurea är en fjärilsart som beskrevs av Max Bartel 1903. Spilosoma sulphurea ingår i släktet Spilosoma och familjen björnspinnare. Inga underarter finns listade i Catalogue of Life.